# 国际生态安全合作组织
国际生态安全合作组织（International Ecological Safety Collaborative Organization，简称IESCO）是于2006年成立的国际组织，其根据联合国的“千年发展目标”与联合国相关机构展开合作。该组织举办的世界生态安全大会每两年举行一届。